# سيد الضوي
سيد الضوى (16 فبراير 1933 - 29 سبتمبر 2016) هو مغني وشاعر من شعراء السيرة الهلالية، والتي يبلغ حجمها نحو مليون بيت من الشعر.

## حياته ونشأته
سيد الضوى من مواليد 16 فبراير 1933 بمدينة قوص، تعلق بالسيرة الهلالية منذ أن كان عمره 10 سنوات، وتعلمها من أبيه الضوى عن جده الكبير، بدأ سيد الضوى ألقاء فن السيرة وهو في العشرين من عمره .

## مسيرته
الضوى أحد كبار رواة السيرة الهلالية وأهم حلقة من حلقات استمرار تواجد السيرة، بعد جامعها عبد الرحمن الأبنودي، والتى تذكر فيها ذكريات جمعته بالأبنودي، ورحلة كفاح شاهد فيها صديقه ورفيقه وهو يصعد لشهرة، لكن الأخير لم ينسى رحلاتهم وظل يتحدث عنها قبل وفاته، متحدثاً عن جولاتهم في القرى والنجوع، لإنشاد السيرة الهلالية.
- ألقى الضوى السيرة الهلالية في  تونس والهند وقطر والإمارات والأردن وسويسرا والدنمارك ومعظم دول العالم.[8]
- عرف الضوى بكونه رفيق درب عبد الرحمن الأبنودي في سرد السيرة، فقد عرفه الناس من ظهوره مع الشاعر عبد الرحمن الأبنودي، يومياً على شاشة القناة الأولى بالتليفزيون المصري لتسجيل السيرة الهلالية.[9]
- يحفظ الضوى أكثر من 5 ملايين بيت من السيرة.[10]

## مرضه ووفاته
دخل الضوي مستشفى قنا العام والأقصر الدولى والجامعة، بعد تعرضه لوعكة صحية، واختلف الأطباء في تشخيص المرض المرتبط بالشيخوخة، والتشخيص الخاطئ أثر بالسلب على حالته الصحية وفق ما ذكره نجله.

### وفاته
توفى صباح يوم 29 سبتمبر 2016.

## وصلات خارجية
لا بيانات لهذه المقالة على ويكي بيانات تخص الفن